# Миша Романова
Наталия Владимировна Могиленец (на украински: Наталія Володимирівна Могилинець), известна като Миша Романова (на украински: Мiша Романова) е украинска певица.

## Биография
Наталия Могиленец е родена на 3 август 1990 г. в град Херсон, УССР. Завършва в местното училище. В детството си има проблем със заекване. За да я отърват от това нарушение на говора, лекарите съветват родителите да изпратят дъщеря си на уроци по пеене.
През 2001 г. Наталия постъпва в Херсонското детско вокално студио ДК „Нефтяник“. Тя пее в ансамбъла, а след това става солистка. Носителка на награди във всеукраински конкурси, сред които „Маленькі зірки“, „Карусель мелодій“ и „Світ талантів“.
През 2007 г. започва да учи в Киевската общинска академия за естрадни и циркови изкуства, която завършва през 2012 г.
През 2012 г. тя започва кариера на поп певица. Продуцирана е от Алан Бадоев. Наталия приема сценичното име Миша Романова. Според нея, името и фамилията са на двамата младежи, в които тя е влюбена. Първата песен, „Невесомая“, е написана за нея от Макс Баркски, с когото са приятели от детинство. Дебютът на Миша Романова се състои в град Горловка, където тя пее песента „Не верь мне“ с Баркски.
През 2013 г. участва в шоуто „Хочу V ВИА Гру“. Там тя, Ерика Герцег и Анастасия Кожевникова са под менторството на Надежда Грановская. На финала на шоуто те печелят първото място и стават новите членове на група ВИА Гра.
През 2016 г. се снима в еротична фотосесия за украинското списание „XXL“.

## Песни
- „Покажи как надо любить“
- „Невесомая“
- „Не верь мне“ (съвместно с Макс Барски)
- „Я не хочу більше знати“ (съвместно с Макс Барски)
- „On, baby“ (съвместно с Макс Барски)
- „Мой Херсон“
- „Не тобой“
- „Call Me“ (съвместно с Макс Барски)

### Песни с ВИА Гра
- „Перемирие“ (2013)
- „У меня появился другой“ (2014) (съвместно с Вахтанг)
- „Кислород“ (2014) (съвместно с Мот)
- „Это было прекрасно“ (2015)
- „Так сильно“ (2015)
- „Кто ты мне“ (2016)

## Клипове
| Година | Клип                                           | Режисьор          |
| ------ | ---------------------------------------------- | ----------------- |
| 2013   | „Перемирие“                                    | Алан Бадоев       |
| 2014   | „У меня появился другой“ (съвместно с Вахтанг) | Сергей Солодкий   |
| 2014   | „Кислород“ (съвместно с Мот)                   | Алексей Куприянов |
| 2015   | „Это было прекрасно“                           | Сергей Солодкий   |
| 2015   | „Так сильно“                                   | Сергей Солодкий   |
| 2016   | „Кто ты мне“                                   | Сергей Ткаченко   |